# Gnomeskelus repandus
Gnomeskelus repandus är en mångfotingart som beskrevs av Carl Graf Attems 1926. Gnomeskelus repandus ingår i släktet Gnomeskelus och familjen Dalodesmidae. Inga underarter finns listade i Catalogue of Life.